# حسین ماهر
محمدحسین ماهر (متولد ۱۳۳۶ آبادان) نقاش و مجسمه‌ساز معاصر ایرانی و فارغ‌التحصیل رشته نقاشی از دانشکده هنرهای تزئینی تهران است. او از چهره‌های شناخته شده و صاحب سبک نقاشی امروز ایران به شمار می‌رود و سال‌هاست که نقاشی را به دانشجویان و هنرجویان تدریس می‌کند.
شهرت ماهر ابتدا از رجوعی که به جنوب ایران کرد پدید آمد. در تمام دهۀ هفتاد و بخشی از دهۀ هشتاد او را به عنوان «نقاش جنوب» می‌شناختند. نقاشی او در آن سال‌ها ابتدا نوعی بازگشت به زادگاه بود، اما فیگورهایش کم‌کم در دهه هفتاد رنگ اسطوره گرفتند و با دور شدن از زمان و مکان‌ عینی، به پیکره‌هایی تعمیم‌پذیر تبدیل شدند. از آن وقت تا امروز وضعیت انسان و زمان و مکان در آثار ماهر بارها تغییر کرده است اما آنچه همچنان باقی است همین تعمیم‌پذیری فیگورها است.
در دو دهه گذشته، نگاه او به تدریج به درون و خلوت گرایید و به جای اقلیم و سرزمین با تنوع و جذابیتش، به خیره شدن و نفوذ در دنیای ذهنی و اقلیم‌های خیال تغییر جهت داد.

## تکنیک هنری
ماهر رنگ‌ها را اغلب تکه‌تکه بر سطح می‌گذارد و به این ترتیب بیننده را با تعداد زیادی کادر در یک ترکیب‌بندی اصلی مواجه می‌کند. عمده‌ترین ترکیبی که در آثار او هست «ترکیب صلیبی» است. در آنچه محصول کار او بوده، چه از لحاظ حضور نشانه‌ها و چه از نظر توجه به  کیفیت‌ها  و مفاهیم، مطالعۀ هنر مانوی و زرتشتی را نمی‌توان نادیده گرفت.

## زندگی شخصی
محمدحسین ماهر در 29 آذر 1336 در شهر آبادان به دنیا آمد. پدرش عزیزاللّه ماهر، اهل شیراز، از 1316 مقیم آبادان و در استخدام شرکت نفت بوده است. مادرش ملوک عطاردیان اهل تهران بود. آنها در سال 1321 ازدواج کردند و محمدحسین ششمین فرزندشان است. خانوادۀ ماهر از سال 1341 ساکن تهران شدند و او دبستان و دبیرستان و دانشگاه را در این شهر گذراند، در این شهر ازدواج کرد و همچنان ساکن تهران است.
ماهر در چهارده سالگی (1350) به واسطۀ محمود دولت‌آبادی که همسر خواهرش است، به آتلیۀ شهاب موسوی‌زاده راه پیدا کرد و پای درس‌های طراحی موسوی‌زاده نشست. این آموزش و تمرین نزد موسوی‌زاده تا زمانی که ماهر وارد دانشکدۀ هنرهای تزئینی شد و حتی پس از آن هم ادامه داشت. او در سال 1354 وارد دانشکدۀ هنرهای تزئینی شد و در 1358 با پایان‌نامه‌ای به نام «دیدار در معدن زغال‌سنگ» فارغ التحصیل شد و مدرک کارشناسی نقاشی را گرفت. او در ایام تحصیلش استادانی چون حسین کاظمی، محمدابراهیم جعفری، غلامحسین نامی و ایوان ژیرار را تجربه کرده است. پایان‌نامۀ ماهر حاصل سفر او به چند معدن زغال‌سنگ، همچون معادن زیرآب و پابدانا، بوده است. او برای یادداشت‌برداری و اسکیس زدن از شرایط زندگی و کار در معدن، حتی در اطراف این معادن اقامت می‌کند و عملاً به زندگی در کنار معدنچیان رومی‌آورد.

ماهر بیرون از دانشکده همچنان با شهاب موسوی‌زاده در ارتباط بود و در آتلیۀ او با عربعلی شروه آشنا شد. او یک سال پس از انقلاب و در سال 1358 فارغ‌التحصیلی شد. پس از فارغ‌التحصیلی، دانشکده از او دعوت به همکاری کرد. پس از مدتی تدریس، در اردیبهشت 1359 انقلاب فرهنگی رخ داد و دانشگاه‌ها تعطیل شدند. چندماه بعد، در پایان شهریور 1359، جنگ ایران و عراق آغاز شد و ماهر که مشمول خدمت سربازی بود، به اهواز و پادگان حمیدیه فرستاده شد. ماهر با یک تغییر نگاه عمیق از جنگ بیرون آمد.
دوران سربازی‌ام در جنگ گذشت. در آبادان، خرمشهر، اهواز و سوسنگرد. شاهد ویرانی شهرها و زخمی شدن آدم‌ها بودم. در مرخصی‌هایم سرگردان در محله‌ها پرسه می‌زدم. رد گلوله‌ها و خمپاره‌هایی که دیوارهای شهر را سوراخ کرده بودند و نخل‌های بی‌سر نخلستان‌ها مرا آشفته می‌کرد. آبادان زیبای من زخمی شده بود و این زخم‌ها هنوز التیام نیافته است 
حوادث بسیار شدید و پشت‌سرهمِ بعد از انقلاب، تعطیلی دانشگاه و مخالفت حکومت با تنوع افکار و سلیقه‌ها، جنگی که زادگاهش را ویران کرده بود و پایانش معلوم نبود، ماهر را واداشت که به سفری طولانی برود. او در سال 1362 با سهیلا شیبانی ازدواج کرد و در سال 1363 به فرانسه رفتند و مقیم پاریس شدند. ماهر در دانشگاه پاریس ثبت نام کرد و کناره‌های رود سن را جای مناسبی برای تکمیل رنگ‌شناسی و تمرین طراحی و نقاشی یافت. مدتی بعد در کتابخانۀ ملی فرانسه مشغول مطالعه دربارۀ هنر ایرانی شد و نکات زیادی از این مطالعات آموخت. این مطالعات میل ماهر را برای برگشتن به ایران زیاد کرد. اواخر سال 1365 درس و پاریس را گذاشت و به ایران برگشت. این بازگشت شروع سفرهای فراوان ماهر در سراسر ایران، مخصوصاً در مناطق جنوبی و حاشیۀ خلیج فارس بود. اولین دورۀ حرفه‌ای ماهر که به دورۀ «جنوب» مشهور است اندکی پس از این بازگشت آغاز شد و حدود یک دهه  ادامه داشت.

## دوره‌های هنری

### جنوب
اولین نمایشگاه انفرادی ماهر، که تابلوهایی از آثار پاریس و تعدادی منظره و طبیعت بی‌جان بود، در آغاز تابستان 1366 در گالری سیحون برگزار شد. او در این زمان مشغول سفرهای خود در نقاط مختلف ایران شده بود. به هرحال ماهر در این سفرها بیش از هرجا بر جنوب ایران متمرکز بود و تا سال 1375 چندین نمایشگاه از آثار جنوب برپا کرد. در چندسال اول حال و هوای بومی بر این آثار غلبه دارد اما کم‌کم عمق بیشتر پیدا می‌کنند و از نشان دادن صرف عناصر بومی فراتر می‌روند. ماهر می‌گوید: «در سفر جنوب که طولانی و پیوسته بود به مرور از تغییرات و تأثیرات فضا و هوا و آشنایی با اقلیم و جغرافیا، [و] فرهنگ و باورهای مردم جنوب، فهمیدم آنچه می‌کشم عین آن چیزی که می‌بینم نیست و یک فاصله‌ای وجود دارد. مثلاً گرمای تند آفتاب به تنم می‌خورد ولی چون فضا خاکستری و شرجی بود رنگ‌ها خاکستری می‌شدند و آن حس واقعیت را نشان نمی‌داد. می‌دیدم که اینجا آدم‌ها خیلی تند رفت‌وآمد می‌کنند و نمی‌دانستم چرا. بعد فهمیدم به خاطر شدت آفتاب و گرمای هواست تا هرچه زودتر خودشان را به جای خنکی برسانند. ولی وقتی می‌کشیدم همه چیز ثابت و ایستا می‌شد. مردم با هم بلند صحبت می‌کردند و دلیل آن صدای دریا بود که باعث بلند صحبت کردن آنها شده. این بلند صحبت کردن باعث تغییر فیزیک چهرۀ آنها هم بود و من فیزیک آنها را فهمیدم: گونه‌های جلو آمده و لپ‌های تورفته، [و] استخوان‌بندی برجسته قفسۀ سینه، به خاطر نوع فعالیت و شکل زندگی و نوع اقلیم آنهاست.»
در آثار مجموعۀ جنوب شهامت ماهر در استفاده از رنگ پیداست و بسیاری اوقات با ایجاد تضادهای رنگی و استفاده از رنگ‌های اشباع‌شده خطر می‌کند، و اتفاقاً حس قوی ایجاد شده در آثار جنوب مربوط به همین خطر کردن است.

### فرشتگان
از میانه‌های دهۀ هفتاد بومیان جنوب در مکانی نامشخص قرار می‌گیرند و به فیگورهایی با تعمیم‌پذیری گسترده‌تر تبدیل می‌شوند. برخی بال درمی‌آورند، برخی بیانگر مفهوم مِهر می‌شوند و تعدادیشان در نقش آدم و حوا ظاهر می‌شوند. این دوره را که ابتدا بسیار شبیه اواخر دورۀ «جنوب» است و در نهایتاً بسیار اسطوره‌پردازانه می‌شود در آثار ماهر به نام دورۀ «فرشتگان» می‌شناسند. «مِهر» و «آدم و حوا» از زیرمجموعه‌های این دوره‌اند. در این دوره مکان نامشخص است و تضادهای درون انسان گویا قرار است در مفهوم فرشته حل شود. در مجسمه‌های این دوره از شیشۀ درآمیخته با فلز استفاده شده است و نور و ظلمت و تصاویر مختلفی از تضاد نشان داده می‌شود که آرزوی مهر و یکرنگی را تشدید می‌کند. مهم‌ترین نمایشگاه ماهر در این دوره نمایشگاهی در خانۀ هنرمندان ایران بود که در مهر 1381 با عنوان «تجسم به روایت طرح» برگزار شد. این دوره را باید مقدمه‌ای بر دورۀ «اسطوره» دانست. حتی می‌شود مجسمه‌های دورۀ «فرشتگان» و دورۀ «اسطوره» را آثاری مشترک دانست که نقاشی‌های دو دوره را به هم وصل کرده‌اند.

### ماسک
سال 1386 در گالری اثر نمایشگاهی برگزار شد که آثار آن جزو مجموعه‌ای بودند به نام «ماسک». این ماسک‌ها برگرفته از جزئیات چهره‌های آثار جنوب‌اند. می‌گوید: «فکر کن بی‌حوصله‌ای. روی میزت مداد شمعی‌های بچه‌ات و کاغذی هم هست. خط‌خطی‌هایی می‌کنی. ناگهان فصل جدیدی باز می‌شود. [در آن زمان] همیشه مرکب و غلتک کنارم بود. حوصله نداشتم. شروع کردم دایره‌هایی و صورت‌هایی را درست کردن. دیدم دارند زیاد می‌شوند. انگار تمام اتفاقاتِ پنهان آمده بودند. باید ثبتشان می‌کردم و نمی‌دانستم دارم چه می‌کنم، اما انجام می‌گرفت. اصلاً حوصلۀ بیرون رفتن نداشتم اما می‌خواستم یک کاری انجام دهم» [ماهر 1386 ب، 9]. نظر آیدین آغداشلو دربارۀ ماسک‌های ماهر چنین است: «در بسیاری از این آثار شاهد انفجاری آشکار در متن موضوع‌ها و روش‌های اجرایی همیشگی او هستیم که موفق شده از "رنگ محلیِ" مقیدکنندۀ خود فاصلۀ درست بگیرد و حاصلی به خلوص بیشتر رسیده را به تماشا بگذارد.»

### اسطوره
زمینه‌هایی که ماهر از اواخر دورۀ جنوب تا پایان دورۀ ماسک تجربه کرد او را به دوره‌ای به نام دورۀ «اسطوره» رساند که سال‌های 1386 و 1387 سال‌های مشخص آن است. می‌گوید: «من همیشه به اسطوره‌ها و کهن‌الگوها نظر داشته‌ام. اسطوره، خالص‌ترین شکل هستی انسانی است، اگرچه گاه جز کلیشه‌ای از آنها نمی‌بینیم. مهم این است که عناصر اسطوره‌ای را به گونه‌ای خلاق وارد اثرمان کنیم. بخشی از اساطیری که محمل ذهنی من بوده ریشه در انتزاع دارند. اگرچه به هیچ وجه در پی آن نبوده‌ام که جهان را انتزاعی ببینم. بیشتر دنبال مؤلفه‌ها و مفاهیم گم شده در فرهنگ و تاریخ بوده‌ام.»
در این دوره ما با فیگورهایی روبرو هستیم که اسامی‌ای مثل جنگجو و شاعر و نسیم دارند اما چهرۀ مشخصی ندارند؛ انگار ماهر می‌خواهد به ابتدای این عناوین برود، به ابتدای هنر و به ابتدای آفرینش. کارهای این دوره را ماهر در پاییز 87 در گالری اثر نمایش داده است.

### گیاهان
در ادامۀ مجموعۀ «اسطوره» بعضی عناصر هویتی مستقل پیدا کردند و برای ماهر موضوع کار ویژه‌ای شدند. در مجموعۀ «گیاهان» که مربوط به سال‌های 1385تا 1388 است ماهر همچنان ترکیب صلیبی را به کار می‌گیرد و نوشته‌های ناخوانایی که پیشتر در کارهایش بود را اینجا هم می‌بینیم. می‌گوید: «گیاهان برای من تجربه‌ای بسیار عالی بود. زمانی من اینها را کار می‌کردم که کاملاً متمرکز بودم و داشتم از شرایط نقاشی و نقاشی کردن لذت می‌بردم. غرق در نقاشی بودم و می‌خواستم آن کشفیات و جست‌وجویی را که داشتم بازتر و عمومی‌ترش کنم و این حال خوب و آن کشف و شهودی را که داشتم به همه هدیه بدهم. این خیلی نکتۀ ظریفی است و من آدم این جور کارها هستم. ذوق می‌کنم از کاری که دارم انجام می‌دهم و این ذوقم وقتی حادث می‌شود مطمئنم به بیننده و مخاطب هم منتقل می‌شود.»

### شوک
سال  1388، همزمان با اعتراضات سیاسی ماهر یکباره شروع کرد به کشیدن لاشه‌های خونین و سلاخی‌شدۀ ماهی‌ها. این ماهی‌ها مجموعه‌ای را ساختند که «شوک» نام گرفت. می‌گوید: «در حقیقت موضوعات تلخ موضوعات من نیستند و اگر ماهی‌ها را در ارتباط با گیاهان بسنجیم باید بگویم ماهی‌ها درست نتیجۀ حال من بودند. یعنی من مجبور بودم حال خودم را بیان کنم. می‌دانستم این ممکن است برای دیگری دلخراش باشد و یک خرده آزارشان بدهد ولی به هرحال آن هم وجهی از من بود.»
در سمبولیک بودن مجموعۀ «شوک» شکی نیست. آثار این مجموعه از قوی‌ترین و تکنیکی‌ترین نقاشی‌های ماهر هستند و به تسلط او بر رنگ و کنترل کار صحه می‌گذارند. ماهر تعدادی از آثار این مجموعه را که اغلب روی بوم هستند و ابعادی بزرگ دارند در بهمن 1388 در گالری اعتماد نمایش داد.

### مانیومنت
مجموعۀ «مانیومنت» که به نام مجموعۀ «یادمان» هم شناخته شده، بیش از هرچیز بر مفهوم مهاجرت و ترک سرزمین متمرکز است. در آثار این مجموعه، که اولین‌بار تعدادیشان در سال 1393 در گالری آریانا نمایش داده شد، اغلب برهوتی هست که در دوردستِ آن مردمی در حال رفتن و دور شدن‌اند یا در حفره‌ها و زوایای ساختمان‌هایی سنگی و در حال زوال سرگردان و تحت فشارند. گاهی دو دسته از مردم در این برهوت به علت شکافی که در زمین هست از هم جدا مانده‌اند و گاهی برهوت و ساختمانِ رو به زوال هست اما اصلاً آدمی در صحنه نیست و گویی آدم‌ها همه رفته‌اند. به قول ژینوس تقی‌زاده: «اندام‌های انسانی خُرد در یادمان‌های حسین ماهر در رؤیای چیزی دیگر شدن و کارِ رفتن‌اند و تعلیق میان ریشه دواندن در خاک یا سکنایی موقت بر روی آب‌ها، یا در مراجعه‌ای  به قصد یافتن آرمان شهری گم شده در باد: تلاش آنها که تجربۀ عینیِ دورافتادن از موطن، به غریبه‌ای ابدی بدل‌شان کرده برای برساختن چیزی با حافظه‌ای که یاری نمی‌کند هرچه چنگ می‌افکند به تکه‌پاره‌هایی که چندان به کارش نمی آید.»
ماهر در فضاسازیِ آن برهوتی که در مجموعۀ «مانیومنت» هست به افق بیابانیِ ایران توجه داشته و بسیاری از ساختمان‌ها را نیز از آنچه در جزیرۀ هرمز دیده برداشت کرده است.

### پله‌
مجموعۀ «پله» را می‌توان مجموعه‌ای دانست که در کنار مانیومنت‌ها رشد کرده اما برای ماهر بسیار شخصی‌تر و درونی‌تر از مانیومنت‌هاست. می‌گوید: «در پله‌ها حرکت وجود دارد. در تمام طی طریقی که من داشته‌ام در طول کارهایی که کرده‌ام، مقصد برایم مهم نبود، پیمودن مهم بود. سختی این پله‌ها در این است که تو اِلِمان خیلی پرهیجانی نداری. یکسری خطوطِ ساده هستند و یکسری خطوط افقی هستند و یک دیوارهایی. تو باید بتوانی با حداقل چیزی که داری آن درگیری‌ات را بیان بکنی. چیزی که همیشه به من کمک کرده، کمکی که هم درونی بوده و هم بیرونی، بافت و تکسچری است که کارها دارند. این پله‌ها در یک فضای بسیار مالیخولیایی قرار دارند. این طی طریق اهمیت داشته است، که تو بروی و نایستی و هر گامی که برمی‌داری تأملی در تو ایجاد کند.»

## برخی از فعالیت‌های آموزشی و تحقیقی
- ۱۳۵۸ – ۱۳۵۹ تدریس در دانشکدهٔ هنرهای تزیینی تهران
- ۱۳۶۳ – ۱۳۶۵ سفر مطالعاتی و پژوهشی پیرامون نقاشی فرانسه، فرانسه
- ۱۳۶۶ – ۱۳۷۲ تدریس در دانشگاه هنر تهران
- ۱۳۷۰ – ۱۳۷۱ تدریس در دانشگاه آزاد اسلامی واحد اصفهان، خوراسگان
- 1374 – 1376 تدریس در دانشکدۀ هنر، دانشگاه آزاد اسلامی تهران
- ۱۳۷۶ – ۱۳۷۷ سفر مطالعاتی و پژوهشی پیرامون سنت‌های مشترک هند و ایران، هند
- ۱۳۸۲ – ۱۳۸۶ تدریس در دانشگاه سیستان و بلوچستان

## نمایشگاه‌های انفرادی
- 1366، اولین نمایشگاه انفرادی محمدحسین ماهر، گالری سیحون، تهران.
- ‏1369، نمایشگاه «نقاشی محمدحسین ماهر» (نقاشی و مونوپرینت)، گالری سیحون، تهران.
- 1370، نمایشگاه «آثار نقاشی محمدحسین ماهر» (نقش نخل)، گالری سیحون، تهران.
- 1372، نمایشگاه «نقاشی حسین ماهر»، خانۀ فرهنگ ایران، كلن، آلمان.
- 1373، نمایشگاه «نقاشی‌های محمدحسین ماهر»، گالری سیحون، تهران.
- 1375، نمایشگاه «نقاشی حسین ماهر»، گالری سیحون، تهران.
- 1377، نمایشگاه «نقاشی حسین ماهر»، گالری فرشته، تهران.
- 1378، نمایشگاه «نقاشی‌های حسین ماهر»، گالری آریا، تهران.
- 1380، نمایشگاه نقاشی با همکاری کانون فرهنگی کلن، کلن، آلمان.
- ‏1381، نمایشگاه «تجسم به روایت طرح»، خانۀ هنرمندان ایران، تهران.
- 1386، نمایشگاه «نقاشی محمدحسین ماهر»، نگارخانۀ اثر، تهران.
- 1387، نمایشگاه «نقاشی‌های محمدحسین ماهر» (آثاری از مجموعۀ «اسطوره»)، نگارخانۀ اثر، تهران.
- 1388، نمایشگاه «شوک»، گالری اعتماد، تهران.
- 1389، نمایشگاه نقاشی «گیاهان»، نگارخانۀ سین، تهران.
- ۱۳۹۰ گالری فروشگاه مرکزی شهرکتاب، تهران، ایران[۱۷]
- 1393، مرور آثار مجموعه‌های «ماسک»، «اسطوره»، «شوک»، و معرفی مجموعۀ «مانیومنت»، گالری آریانا، تهران.
- ‏1395، نمایشگاه «مانیومنت»، گالری ایرانشهر، تهران.
- 1397، نمایشگاه «مانیومنت»، ‏ گالری آرس لیبری، بوستون، آمریکا.
- 1399، نمایشگاه «مانیومنت»، فاین‌آرت گالری سحر خانبلوکی، تورونتو، کانادا.
- 1400، نمایشگاه «آن» (مجسمه و طراحی چهره)، تالار این/جا، تهران.

## نمایشگاه‌های گروهی
- 1358، نمایشگاه بازگشایی موزۀ هنرهای معاصر تهران.
- 1370، نمایشگاه «نخستین دوسالانۀ نقاشان ایران»، موزۀ هنرهای معاصر تهران. ‏
- 1372، نمایشگاه «دومین دوسالانۀ نقاشان ایران»، موزۀ هنرهای معاصر تهران. ‏
- 1376، نمایشگاه «چهارمین دوسالانۀ نقاشان ایران»، موزۀ هنرهای معاصر تهران.
- ‏1377، نمایشگاه «طراحان معاصر»، گالری افرند، تهران.
- 1378، «اولین نمایشگاه بین‌المللی طراحی معاصر تهران» در موزۀ هنرهای معاصر تهران.
- ‏1379، نمایشگاه «بازتاب اسطوره در نقاشی معاصر ایران»، نگارخانۀ طراحان آزاد، تهران.
- 1380، نمایشگاه «دوهزار و یک شب: هشت هنرمند جوان ایرانی»، گالری زیگناتور، مونستر، آلمان.
- 1381، نمایشگاه در کُنگرِس‌هاوس، زوریخ، سوئیس. ‏
- 1381، نمایشگاه «هنر ایرانی»، گالری بِرناک، آلمان.
- 1382، نمایشگاه «هفتمین دوسالانۀ نقاشان ایران»، موزۀ هنرهای معاصر تهران. ‏
- 1382، نمایشگاه «تأثیر طبیعت در آثار هنرمندان»، فرهنگسرای نیاوران، تهران.
- ‏1383، نمایشگاه در گالری دیپواسکوئر، بوستون، آمریکا.
- ‏‏1384، نمایشگاه «انسان‌نگاره‌ها»، گالری هما، تهران.
- 1391، نمایشگاه «چاپ دستی»، گالری آریا، تهران.
- 1391، نمایش مجموعۀ «پشت‌سرها» در یک نمایشگاه گروهی، گالری محسن، تهران.
- 1393، نمایشگاه «باغ وحش»، گالری شیرین، تهران.
- ۱۳۹۶، نمایشگاه «نسل سوم»، گالری آریانا، تهران.
- 1397، نمایشگاه طراحی با عنوان «متروپلیس 1»، گالری یادگاران، کرمان.
- 1398، نمایشگاه «هنرمندان معاصر ایران»، گالری سروناز، شیراز.

## کتاب‌ها
- کتاب محمدحسین ماهر، با مقدمۀ محمود دولت‌آبادی، شامل آثاری از سال 1369 تا 1378، تهران، نشر چشمه، 1379
- کتاب گیاهان، با مقدمۀ آریاسپ دادبه، تهران، نشر روشنان، 1388 (فارسی و انگلیسی)[۱۸]
- کاتالوگ نمایشگاه «محمدحسین ماهر» در گالری آریانا، با مقدمۀ محمود دولت‌آبادی و یادداشت‌هایی از آیدین آغداشلو، ثمیلا امیرابراهیمی، ژینوس تقی‌زاده، کاوه نجم‌آبادی، شامل آثاری از مجموعه‌های «ماسک»، «اسطوره»، «شوک»، «مانیومنت»، تهران، گالری آریانا، 1393

محمدحسین ماهر درباره کتاب «گیاهان» می‌گوید:
مجموعه حاضر نتیجه مطالعه و درنگی است از نگاه و شیوه پرداخت آثار هنرمندان و نگارگران ایرانی دردوره‌های مختلف تاریخی، همچنین تأمل در درک زیبایی شناسی نقاشان و تصویرگران کتب دارویی قدیم که به شناسایی و ثبت خواص آنها می‌پرداختند.
هنگامی که قصد کردم نقاشی‌هایی متأثر از آثار نقاشان قرن ۵–۸ (ه. ق) را شروع کنم، به مطالعه روی عناصر تصویریی که برای کارم نیاز داشتم متمرکز شدم، از میان جستجوها و مشاهدات، حضور مؤثر و پیوسته گیاهان در آثار نگارگری و نقش برجسته‌ها و اصولاً هرکاری که به نقش وتصویر مرتبط بود، نظرم را جلب کرد؛ و با تمرکز روی دست بافته‌ها، حجاری‌ها وآثار مفرغی به ریتم پنهان و درک زیبایی آنها نزدیک شدم و دریچه دیگری به رویم گشوده شد که از آن طریق بتوانم به تصویر کردن گیاهان پیرامونم بپردازم.
البته دغدغه من در پرداخت به گیاهان بازنمایی صرف آنها و مشابهت سازی نبود، بلکه نزدیک شدن به جوهره زیبایی و رموز پنهان در آنها بود که در روند شکل پذیری کار با تغییرات در ابعاد و ساده شدن برخی از فرم‌ها وفاداری به شکل گیاهان حفظ شد وسعی کردم از رنگها و ترکیب بندی و درک ریتم، از آثار گذشتگان استفاده کنم.
در تداوم مشاهداتم سعی کردم تمرکزم را پیرامون چگونگی نقوش برگرفته از گیاه و نقش بستنش بر روی ادوات جنگی، زیورآلات، نقوش لباس، زیراندازها و …. معطوف کنم و از سوی دیگر مطالعه بر روی عملکرد گیاهان در دوران کهن و حال و جنبه‌های تقدسی آن و سحر و جادو همچنین بازتابش در اسطوره بپردازم؛ و همه و همه باعث شد این مجموعه شکل گیرد.